# Anacalypta latifolia
Anacalypta latifolia är en bladmossart som först beskrevs av Dickson, och fick sitt nu gällande namn av Christian Gottfried Daniel Nees von Esenbeck och Hornschuch 1831. Anacalypta latifolia ingår i släktet Anacalypta, klassen egentliga bladmossor, divisionen bladmossor och riket växter. Inga underarter finns listade i Catalogue of Life.